# 林おかぎ
林 おかぎ（1909年〈明治42年〉9月2日 - 2025年〈令和7年〉4月26日）は、日本のスーパーセンテナリアン。岐阜県土岐市妻木町の長寿の女性。2024年12月29日から死去まで国内最高齢であった。また、日本では1900年代生まれ最後の存命者であった。なお、おかぎの「か」は可の変体仮名・「」である。

## 来歴
1909年、現在の岐阜県土岐市の米穀商を営む両親の一人娘として生まれる。幼少期に米騒動に巻き込まれ、近所の親戚の家に避難した経験を持つ。
林も、林の母も一人娘であり、林の父と夫は婿養子であった。
教師をしていた夫とともに北海道に赴任し、同地で長男を出産した。戦後、夫は林家の家業である米穀商を継ぎ、おかぎは見よう見まねで畑仕事を始めた。
2013年10月24日に土岐市内最高齢、2019年6月26日には岐阜県内最高齢となった。
2015年に106歳になった直後に市長の訪問を受けた際には「市長さんとは、しらなんだ。忙しいのにわたしのような者のためにすいません。恥ずかしいです。」と語り、長寿の秘訣は「好き嫌いなく何でも食べること。特に生野菜と果物が好き。」と語っている。また、2019年に110歳になった直後の市長訪問時には「知らない間に年を取ってしまった。土岐市だけではなく、岐阜県でも1位になったと聞き、驚いた。長生きの秘訣や、日ごろ心掛けていることは特にないが、強いて言えば、野菜が好きです。」と語っている。
2024年12月29日に糸岡富子の死去に伴い、115歳118日で国内最高齢となった。耳が遠く筆談でのやりとりだが、行事には車いすで参加し食欲も旺盛で、自分でスプーンを持って食事することもある。
7男2女の子供がおり、2025年現在、孫が22人、曾孫が36人、玄孫が12人いた。2025年4月26日午前8時39分、心不全のため、岐阜県土岐市の土岐市立総合病院で死去した。115歳没。死後研究のため献体される。林の死去により、新たな日本の最高齢者は近藤ミネとなった。